# 北鹿沼駅
北鹿沼駅（きたかぬまえき）は、栃木県鹿沼市玉田町にある東武鉄道日光線の駅である。駅番号はTN 19。

## 歴史
- 1931年（昭和6年）12月10日 - 開業[1]。
- 1973年（昭和48年）9月1日 - 駅無人化、簡易委託開始。
- 2009年（平成21年）5月頃 - 駅舎を改築。
- 2012年（平成24年）3月17日 - TN 19の駅ナンバリングを導入。

## 駅構造
相対式ホーム2面2線を有する地上駅。駅舎は浅草方面ホーム側にあり、東武日光方面ホームとは構内板荷寄りの跨線橋で連絡している。駅員は配置されていないが、乗車券は駅近くの商店で発売している簡易委託駅。
開業当時からの木造駅舎は、2009年5月頃に新駅舎の供用を開始したことで解体された。

### のりば
| 番線 | 路線   | 方向 | 行先                                                                                   |
| ---- | ------ | ---- | -------------------------------------------------------------------------------------- |
| 1    | 日光線 | 上り | 新栃木・東武動物公園・ 東武スカイツリーライン 北千住・とうきょうスカイツリー・浅草方面 |
| 2    | 日光線 | 下り | 下今市・東武日光・ 鬼怒川線 鬼怒川温泉方面                                             |

- 上記の路線名は旅客案内上の名称（「東武スカイツリーライン」は愛称）で表記している。

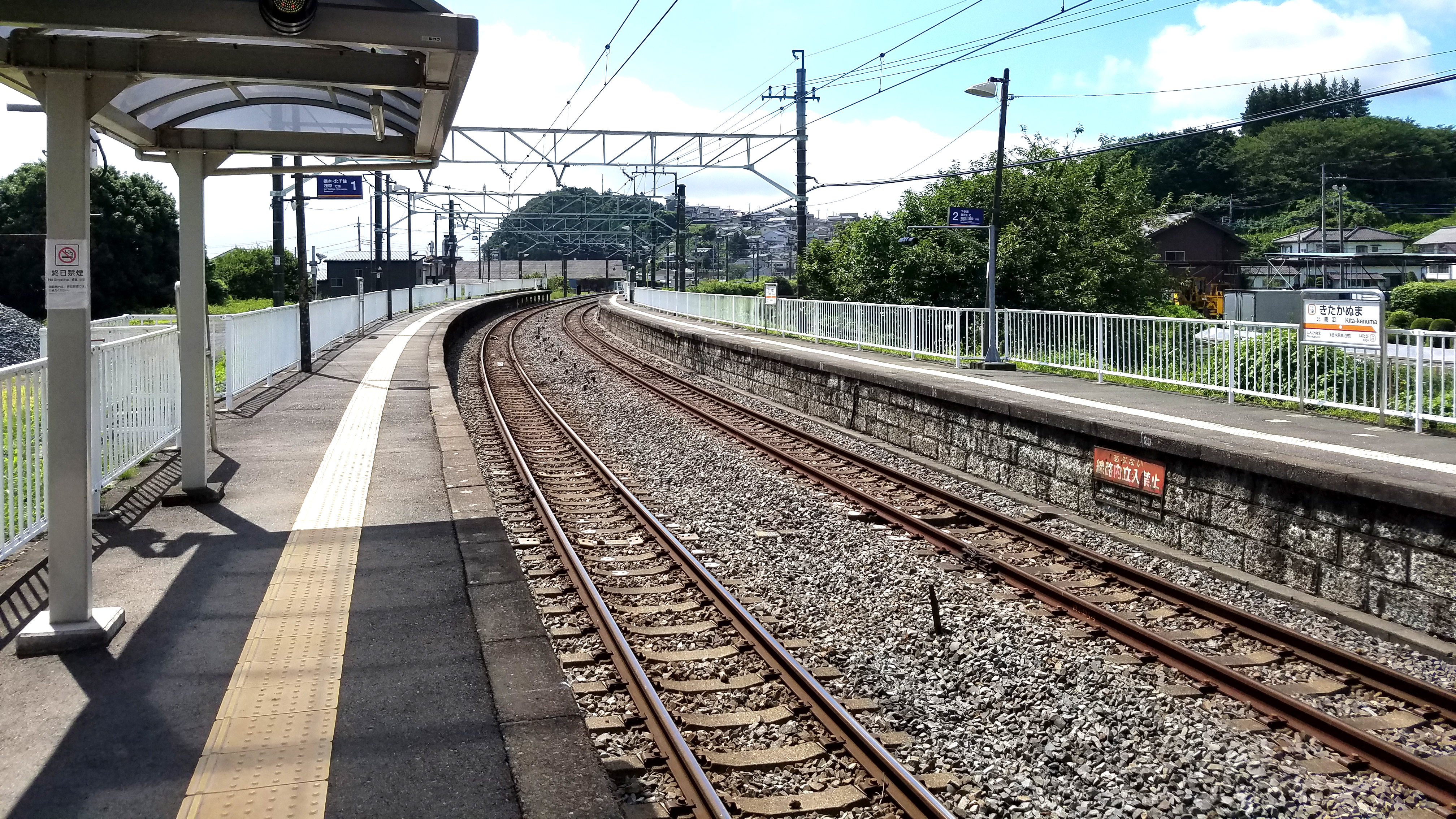
ホーム（2021年8月）
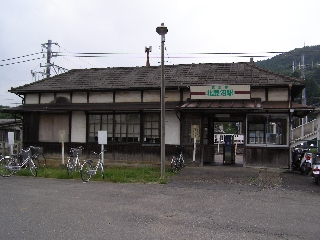
旧駅舎（2007年8月）

## 利用状況
2024年度の1日平均乗降人員は129人である。
近年の1日平均乗降・乗車人員の推移は下表の通り。
| 年度               | 1日平均 乗降人員 | 1日平均 車降人員 | 出典       |
| ------------------ | ---------------- | ---------------- | ---------- |
| 2000年（平成12年） | 116              | 53               |            |
| 2001年（平成13年） | 104              | 50               |            |
| 2002年（平成14年） | 96               | 46               |            |
| 2003年（平成15年） | 90               | 42               |            |
| 2004年（平成16年） | 104              | 50               |            |
| 2005年（平成17年） | 107              | 52               |            |
| 2006年（平成18年） | 123              | 60               |            |
| 2007年（平成19年） | 111              | 56               |            |
| 2008年（平成20年） | 118              | 58               |            |
| 2009年（平成21年） | 141              | 70               |            |
| 2010年（平成22年） | 167              | 82               |            |
| 2011年（平成23年） | 167              | 85               |            |
| 2012年（平成24年） | 174              | 80               |            |
| 2013年（平成25年） | 165              | 81               |            |
| 2014年（平成26年） | 168              | 83               |            |
| 2015年（平成27年） | 164              | 81               |            |
| 2016年（平成28年） | 163              | 81               |            |
| 2017年（平成29年） | 169              | 84               |            |
| 2018年（平成30年） | 178              | 89               |            |
| 2019年（令和元年） | 185              | 92               |            |
| 2020年（令和02年） | 155              |                  | [ 東武 3 ] |
| 2021年（令和03年） | 168              | 84               | [ 東武 4 ] |
| 2022年（令和04年） | 151              | 76               | [ 東武 5 ] |
| 2023年（令和05年） | 143              | 72               | [ 東武 6 ] |
| 2024年（令和06年） | 129              | 65               | [ 東武 1 ] |

## 駅周辺
- 鹿沼市民文化センター
- 鹿沼市菊澤コミュニティセンター
- 鹿沼市消防署北分署
- 鹿沼市立北小学校
- 瑞光寺
- 広陵カントリークラブ
- 下野カントリークラブ
- 鹿沼相互信用金庫北支店

## 隣の駅
東武鉄道
 日光線
■急行
通過
■普通
新鹿沼駅 (TN 18) - 北鹿沼駅 (TN 19) - 板荷駅 (TN 20)